# Almere-Triathlon

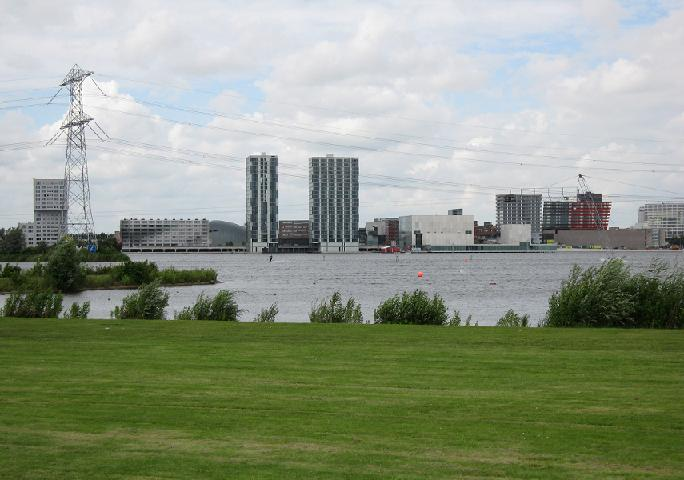
Skyline von Almere

Mit Almere-Triathlon (offizieller Name bis 2012 Holland Triathlon, seit 2013 Challenge Almere) wird eine Serie von Wettkampfveranstaltungen der Sportart Triathlon bezeichnet, die in der niederländischen Gemeinde Almere seit 1983 über die Langdistanz ausgetragen werden.

## Organisation
Das Rennen ist nach dem Ironman Hawaii eines der weltweit ältesten auf der Ironman-Distanz (3,86 km Schwimmen, 180,2 km Radfahren und 42,195 km Laufen) und wurde erstmals 1983 ausgetragen.
In den Jahren 1985, 1991, 1999 und 2006 wurden hier in Almere bei Amsterdam die Europameisterschaften der European Triathlon Union (ETU) sowie 2008 auch die Weltmeisterschaft der International Triathlon Union (ITU) über die Triathlon-Langdistanz ausgetragen (teilweise als „UPC Holland Triathlon“).
Den Streckenrekord erzielte hier 1999 der Niederländer Jan van der Marel mit seiner Siegerzeit von 7:57:46 h. Die Rennstrecke in Almere liegt vielerorts unter dem Meeresspiegel und die Gegend hat den Ruf einer „kahlen und windigen Ebene“.
Das Rennen gehört seit 2013 zur Challenge Family-Serie und bei der Challenge Almere-Amsterdam wurde 2014 und 2017 die Europameisterschaft auf der Langdistanz ausgetragen. Das letzte Rennen fand hier am 15. September 2024 statt.
→ Siehe hierzu Challenge Almere-Amsterdam

## Ergebnisse

### Langdistanz
| Datum/Jahr    | Männer                | Männer               | Männer            | Frauen                     | Frauen                | Frauen                |
| Datum/Jahr    | Erster Platz          | Zweiter Platz        | Dritter Platz     | Erster Platz               | Zweiter Platz         | Dritter Platz         |
| ------------- | --------------------- | -------------------- | ----------------- | -------------------------- | --------------------- | --------------------- |
| 8. Sep. 2012  | Dirk Wijnalda -2-     | Roeland Smits        | Remy Vasseur      | Heleen bij de Vaate        | Irene Kinnegim        | Carla van Rooijen     |
| 27. Aug. 2011 | Dirk Wijnalda         | Roeland Smits        | Remy Vasseur      | Sonja Jaarsveld            | Hanneke De Boer-Bouma | Corine Nelen          |
| 28. Aug. 2010 | Gerrit Schellens -5-  | Erik Simon Strijk    | Roeland Smits     | Irene Kinnegim -2-         | Carla van Rooijen     | Marleen Vos           |
| 29. Aug. 2009 | Georg Potrebitsch     | Michael Krüger       | Dirk Wijnalda     | Irene Kinnegim             | Sara Sig Moeller      | Carla van Rooijen     |
| 31. Aug. 2008 | Julien Loy            | François Chabaud     | Martin Jensen     | Chrissie Wellington        | Charlotte Kolters     | Yvonne van Vlerken    |
| 2007          | Teemu Toivanen        | Jonas Colting        | Chris Brands      | Yvonne van Vlerken         | Heleen bij de Vaate   | Sofie Goos            |
| 26. Aug. 2006 | Jens Koefoed          | Stijn Demeulemeester | Gerrit Schellens  | Lisbeth Kristensen -2-     | Martina Dogana        | Edith Niederfriniger  |
| 27. Aug. 2005 | Gerrit Schellens -4-  | Frank Heldoorn       | Chris Brands      | Cora Vlot -4-              | Natallia Barkun       | Esther de Vries       |
| 28. Aug. 2004 | Gerrit Schellens -3-  | Péter Kropkó         | Chris Brands      | Cora Vlot -3-              | Gabriele Keck         | Tiina Boman           |
| 2003          | Gerrit Schellens -2-  | Frank Heldoorn       | Péter Kropkó      | Cora Vlot -2-              | Heleen bij de Vaate   | Mariska Kramer-Postma |
| 2002          | Gerrit Schellens      | Dirk van Gossum      | Rolf Lautenbacher | Tamara Kozulina            | Cora Vlot             | Nicole Best           |
| 2001          | Dirk van Gossum       | Rolf Lautenbacher    | Gerrit Schellens  | Cora Vlot                  | Karin Jørgensen       | Christel van Eesbeek  |
| 2000          | Petr Vabroušek        | Anssi Lehtinen       | Frank Heldoorn    | Lisbeth Kristensen         | Cora Vlot             | Christel van Eesbeek  |
| 4. Sep. 1999  | Jan van der Marel -4- | Petr Vabroušek       | Menno Oudeman     | Irma Heeren -2-            | Marijke Zeekant       | Cora Vlot             |
| 1998          | Jan van der Marel -3- | Danny Simons         | Dirk van Gossum   | Robin Rook                 | Cora Vlot             | Bianca van Dijk       |
| 1997          | Frank Heldoorn -2-    | Jan van der Marel    | Stefan Holzner    | Katinka Wiltenburg -3-     | Christine de Wit      | Bianca van Dijk       |
| 1996          | Jan van der Marel -2- | Dirk van Gossum      | Martin Breedijk   | Katinka Wiltenburg -2-     | Cora Vlot             | Jitske Cats           |
| 1995          | Frank Heldoorn        | Jan van der Marel    | Olivier Bernhard  | Katinka Wiltenburg         | Irma Heeren           | Cora Vlot             |
| 1994          | Olivier Bernhard      | Frank Heldoorn       | Jan van der Marel | Irma Heeren                | Pauline Cound         | Marijke Zeekant       |
| 1993          | Jan van der Marel     | Ben van Zelst        | Rik van Trigt     | Bianca van Woesik          | Ada van Zwieten       | Katinka Wiltenburg    |
| 1992          | Mark Koks             | Henry Kiens          | Rik van Trigt     | Thea Sybesma -3-           | Inge Pool             | Bianca van Woesik     |
| 1991          | Ben van Zelst -2-     | Jos Everts           | Jürgen Zäck       | Thea Sybesma -2-           | Ada van Zwieten       | Katinka Wiltenburg    |
| 1990          | Jos Everts            | Ben van Zelst        | Rik van Trigt     | Thea Sybesma               | Henny Verdonk         | Marie Jose Dam        |
| 1989          | Pauli Kiuru           | Mac Martin           | Axel Koenders     | Irma Zwartkruis -2-        | Thea Sybesma          | Henny Verdonk         |
| 1988          | Ben van Zelst         | Pauli Kiuru          | Henri Kiens       | Irma Zwartkruis            | Marjan Kiep           | Marion van Boven      |
| 1987          | Axel Koenders -4-     | Matthijs de Koning   | Ben van Zelst     | Ada van Zwieten            | Henny Verdonk         | Marjan Kiep           |
| 1986          | Axel Koenders -3-     | Gregor Stam          | Otto Hoter        | Carla Krauwel-van der Does | Henny Verdonk         | Marjan Kiep           |
| 1985          | Gregor Stam           | Rob Barel            | Magnus Lönnqvist  | Erin Baker                 | Sarah Springman       | Gabriele Hirsemann    |
| 1984          | Axel Koenders -2-     | Gregor Stam          | Rob Barel         | Andis Bow                  | Manna Helsloot-Kwak   | Doina Nugent          |
| 1983          | Axel Koenders         | Gregor Stam          | Kurt Madden       | Conny van Diest            | –                     | –                     |

| ITU-Weltmeisterschaft Langdistanz | ETU-Europameisterschaft Langdistanz |

### Halbdistanz
Auf der Halbdistanz wurden hier 2012 und 2013 der „Half-Challenge Almere“ sowie 2010 der „Almere Premium European Cup“ (Olympic Distance) ausgetragen.
| Datum/Jahr    | Männer          | Männer             | Männer        | Frauen          | Frauen          | Frauen                 |
| Datum/Jahr    | Erster Platz    | Zweiter Platz      | Dritter Platz | Erster Platz    | Zweiter Platz   | Dritter Platz          |
| ------------- | --------------- | ------------------ | ------------- | --------------- | --------------- | ---------------------- |
| 14. Sep. 2013 | Simon Jung      | Philipp Podsiedlik | Ruben Geys    | Monique Burger  | Julia Kuhl      | Carolin Lehrieder      |
| 8. Sep. 2012  | Bart Colpaert   | Pieter Helin       | Cesar Beilo   | Esther de Vries | Ilona Eversdijk | Sandra Wassink-Hitzert |
| 29. Aug. 2010 | Gregor Buchholz | Bryan Keane        | Brice Daubord | Jodie Swallow   | Radka Vodičková | Anne Haug              |